# Ulrik II. Celjski
Ulrik II. Celjski (?, 1406. — Beograd, 9. studenog 1456.), austrijski i hrvatsko-ugarski velikaš, ban čitave Slavonije iz obitelji grofova Celjskih. Sin je Fridrika II. i Elizabete Frankopan i unuk Hermana II.
Godine 1433. oženio se Katarinom, kćerkom srpskog despota Đurađa Brankovića, čime je nastojao ojačati položaj obitelji na Balkanu. Godine 1436. kralj Žigmund je proglasio Fridrika II. i njegova sina Ulrika II. nasljednim knezovima Svetog Rimskog Carstva. U sukobu s Talovcima oko banske časti i prvenstva u Hrvatskoj, Ulrik se koristi tada važnom utvrdom Medvedgradom koju je stekao nakon izumiranja Albena.
Podupirao je pravo na nasljedstvo Albrechtove udovice Elizabete i njihovog sina Ladislava Posmrčeta. Nakon smrti Matka Talovca, preuzima 1445. godine banstvo Slavonije, što mu omogućuje stjecanje utjecaja nad Zagrebom. U borbi za vlast u kraljevstvu, Ulrik se sukobio s moćnom mađarskom obitelji Hunjadi, a neprijateljstvo je privremeno stišano brakom Ulrikove kćeri Elizabete i Hunjadijevog mlađeg sina Matije.
Godine 1456. knez Ulrik II. postao je namjesnikom Ugarske, no iste ga je godine ubio Ladislav Hunjadi u Beogradu.